# Kari Arkivuo
Kari Arkivuo (ur. 23 czerwca 1983 w Lahti) – fiński piłkarz występujący na pozycji pomocnika. Obecnie jest zawodnikiem klubu BK Häcken.

## Kariera klubowa
Arkivuo zawodową karierę rozpoczynał w 2001 roku w klubie FC Lahti. W Veikkausliidze zadebiutował 3 maja 2001 roku w meczu z Interem Turku. W FC Lahti grał przez 5 sezonów. W tym czasie rozegrał tam 112 ligowych spotkań i zdobył 12 bramek.
W 2006 roku Arkivuo przeszedł do norweskiego Sandefjord Fotball. W Tippeligaen pierwsze spotkanie zaliczył 9 kwietnia 2006 roku przeciwko Stabæk IF (0:0). 13 sierpnia 2006 roku w przegranym 1:3 pojedynku z Odds BK zdobył pierwszą bramkę w trakcie gry w Tippeligaen. W tym samym roku dotarł z klubem do finału Pucharu Ligi Norweskiej, jednak Sandefjord przegrał tam 0:3 z Fredrikstadem. W 2007 roku Arkivuo spadł z zespołem do 1. divisjon.
Na początku 2009 roku trafił do holenderskiego Go Ahead z Eerste divisie. W jego barwach zadebiutował 13 lutego 2009 roku w wygranym 1:0 meczu z Fortuną Sittard. Przez 1,5 roku w barwach Go Ahead Arkivuo zagrał 43 razy i strzelił 3 gole.
Latem 2010 roku przeniósł się do szwedzkiego BK Häcken.

## Kariera reprezentacyjna
W reprezentacji Finlandii Arkivuo zadebiutował 12 listopada 2005 roku w zremisowanym 2:2 towarzyskim meczu z Estonią.